# Sitifis
Sitifis ou « Setifis » (actuellement Sétif, Algérie), Colonia Nerviana Augusta Martialis Veteranorum Sitifensium, fut, à l'époque romaine, capitale de la Maurétanie sétifienne (actuelle Algérie orientale). La ville conserve difficilement des vestiges des IIIe et IVe siècles : remparts, temple, cirque, mausolée dit « de Scipion », forteresse byzantine. Le produit des fouilles archéologiques est conservé et exposé au Musée public national de Sétif.

## Histoire

Carte des royaumes de Numidie occidentale et de Numidie orientale avant leur unification par Massinissa.

La Préhistoire de Sétif commence avec les premières traces d'occupation humaine, il y a environ 2 millions d'années, et s'achève avec les premiers textes carthaginois, au Ier millénaire av. J.-C.. L'ensemble de sites d'Aïn El Ahnech, à Guelta Zerka, comporte plusieurs locus qui ont livré des vestiges lithiques très anciens de type oldowayen. Le site d'Aïn Boucherit a livré en 2018 des vestiges d'industrie lithique (outils en pierre taillée), datés entre 1,9 et 2,4 millions d'années.
La ville, d'origine numide, faisait partie du royaume des Massæsyles en l'an -225. Elle était également considérée comme capitale avant que Juba II lui ait préféré Cherchell. Jugurtha y livra une bataille à Marius.
Elle est une partie intégrante de la province romaine de la Maurétanie Césarienne devenue la Maurétanie Sétifienne. Jugurtha livré, Sitifis releva du royaume de Maurétanie, attribué successivement à Bocchus puis Boccuris, Juba II et enfin à Ptolémée de Maurétanie, assassiné à Lugdunum à l'instigation de Caligula.
Par sa situation stratégique, Sitifis intéressa Nerva qui y installa dès 97 apr. J.-C. une colonie de vétérans de la légion romaine la Colonia Nerviana Augusta Martialis Veteranorum Sitifensium. Claude réduisit la Maurétanie en province romaine, la divisa en deux, et rattacha Sétif à la nouvelle Maurétanie césarienne, capitale Césarée/Cherchell. Bien qu'aucun bâtiment de cette période ne soit connu, un cimetière fouillé dans les années 1960 contenait des tombeaux à puits puniques datés du IIe siècle apr. J.-C..
Au fur et à mesure de son expansion, vers 297 apr. J.-C., la province de Maurétanie Sitifienne fut créée, avec Sitifis pour capitale. Dans cette ville nouvellement prospère, un complexe thermal fut construit, orné de mosaïques raffinées : sa restauration au Ve siècle comportait une salle froide (frigidarium) dont le sol était décoré d'une grande mosaïque représentant la naissance de Vénus.
Sitifis était initialement peuplée de Puniques, puis de colons italiens. Des inscriptions indiquent également la présence d'une communauté juive.
À partir de l'époque de Dioclétien (293 apr. J.-C.), elle devint la capitale de la Maurétanie Sitifienne (correspondant aujourd'hui à l'est de l'Algérie).
Bien que l’on ignore ce qui s'est passé sous la domination vandale, la reconquête byzantine a conduit à la construction d’une grande forteresse, dont certaines parties sont encore visibles. Au VIe siècle, le christianisme était la religion dominante, avec une forte présence du donatisme. Sous les Vandales, la ville était le centre administratif d'un district appelé "Zaba". Elle resta la capitale d'une province (nommée "Maurétanie Première") sous domination byzantine et conserva une importance stratégique. En 541, la région fut intégrée à l’Afrique byzantine, qui introduisit les doctrines orthodoxes dans les principales villes donatistes et catholiques de l’Exarchat de Carthage.
En 647 apr. J.-C., la première expédition musulmane en Afrique eut lieu, et à la fin du VIIe siècle, la région commença à être conquise. Uqba ibn Nafi mena un raid sur Sitifis en 680 apr. J.-C., lors de sa conquête de Saldae (actuelle Béjaïa), alors qu'il progressait vers l'océan Atlantique. L’ère byzantine de Sitifis prit fin. En 702 apr. J.-C., la région fut entièrement conquise par le califat omeyyade.
Au VIIIe siècle, la région était convertie à l'islam. On sait peu de choses sur la ville islamique primitive, mais au Xe siècle, la zone située en dehors de la forteresse était de nouveau urbanisée. Sur le site des anciens thermes romains, plus d’une douzaine de maisons ont été excavées, organisées autour de vastes cours entourées de longues pièces étroites. Vers le milieu du XIe siècle, ce développement s’interrompit brusquement et une muraille défensive fut construite autour de la ville.
L’historien Léon l'Africain rapporte qu'une vague de destruction majeure suivit l'invasion des Banu Hilal peu après. « Semblables à une armée de sauterelles, ils (les Banu Hilal) détruisent tout sur leur passage. — Ibn Khaldoun, historien musulman »
On ne sait presque rien de l'ancienne Sitifis romaine après cette période, jusqu'à ce que ses ruines soient réutilisées par l'armée française, qui y construisit une forteresse en 1848 en suivant le tracé des anciennes murailles médiévales et de la forteresse byzantine. La ville moderne fut fondée par les Français sur les ruines de l’ancienne cité.

## Vestiges archéologiques

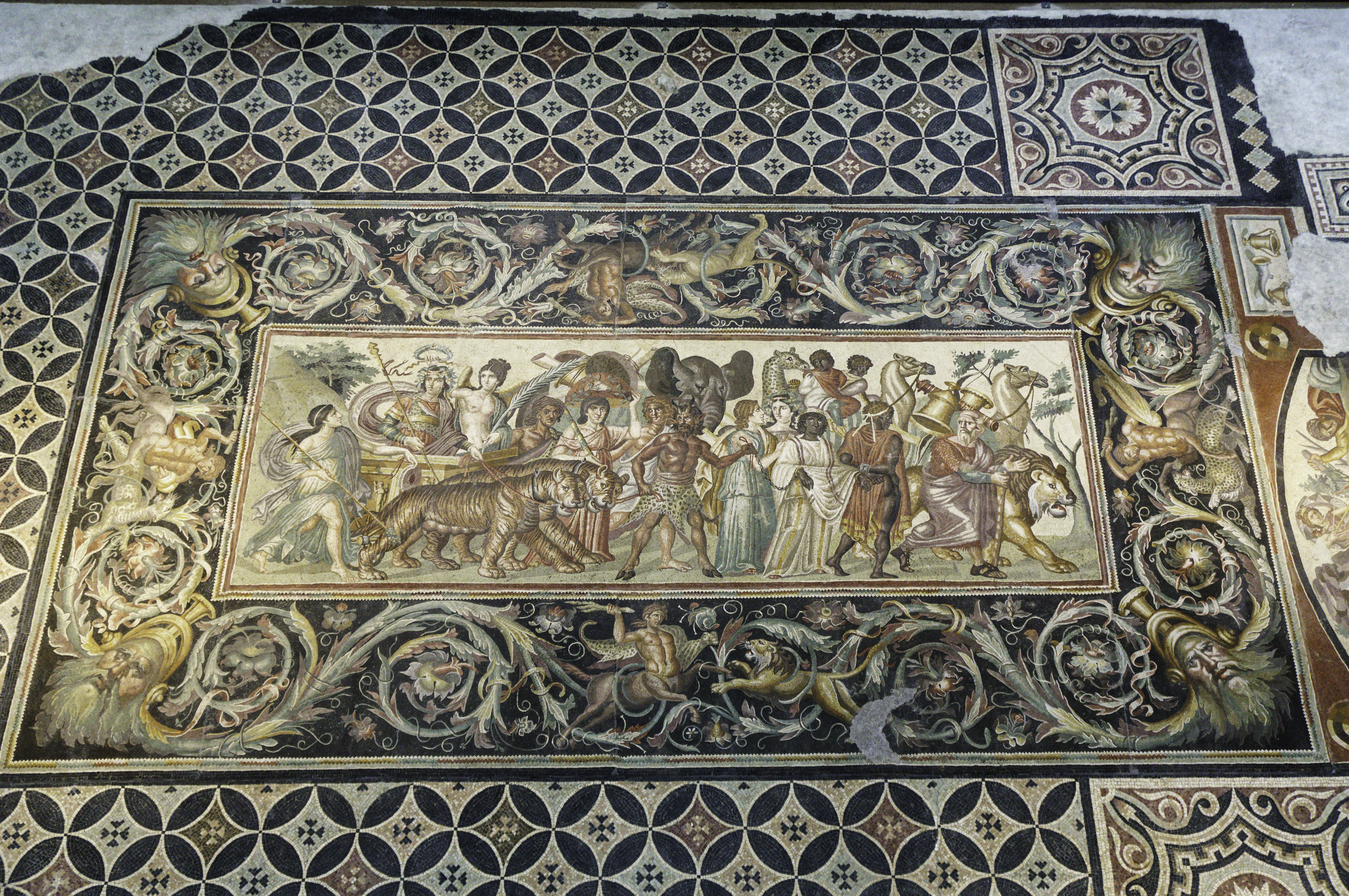
Mosaïque des thermes de Sitifis exposée au musée de Sétif.

Les vestiges archéologiques de Sitifis, des IIIe et IVe siècles comprennent des murailles, un temple, un cirque, un mausolée et la forteresse byzantine dite de "Scipion". De nombreux artefacts archéologiques sont exposés au musée archéologique de la ville.
À la périphérie nord-ouest de la ville, deux grandes basiliques chrétiennes furent construites à la fin du IVe siècle, ornées, une fois de plus, de splendides mosaïques. C’est également à cette époque qu’un évêché fut fondé.
La ville possédait des thermes ainsi que des fortifications. Les habitants y érigeaient des inscriptions en l’honneur des empereurs, une pratique qui disparut au IVe siècle avec la montée du christianisme,.
La ville possédait également un cirque romain, dont l’emplacement approximatif a été confirmé par d’anciennes photographies aériennes. Celles-ci montrent que 90 % de l’édifice est désormais recouvert par des constructions modernes. Seule son extrémité sud, de forme courbe, reste visible. L’ancienne piste en forme de U mesurait 450 m de long et 70 m de large.

## Diocèse
La ville était également le centre d'un évêché.
Saint Augustin, qui entretenait des relations fréquentes avec Sitifis, nous apprend que, de son temps, l'évêché possédait un monastère et une école épiscopale. Plusieurs inscriptions chrétiennes y ont été découvertes, dont l'une, datant de 452, mentionne les reliques de Saint Laurent, tandis qu'une autre cite deux martyrs de Sitifis, Justus et Decurius. Le diocèse cessa effectivement d'exister avec l'invasion islamique, mais il demeure aujourd'hui un siège titulaire.
Les évêques connus sont :
- Novutus (Donatiste)[16].
- Évêque donatiste anonyme
- Lucullas (Catholique)
- Alexis Lemaître (nommé le 24 février 1911 – nommé archevêque coadjuteur de Carthage le 28 juillet 1920)
- Joanny Thévenoud (nommé le 8 juillet 1921 – 16 septembre 1949)
- André-Maurice Parenty (nommé le 9 mars 1950 – 23 novembre 1983)
- Armando Xavier Ochoa (nommé le 23 décembre 1986 – évêque d'El Paso, Texas, le 1er avril 1996)
- Manuel Felipe Díaz Sánchez (nommé le 27 février 1997 – évêque de Carúpano le 4 avril 2000)
- John Choi Young-su (en) (nommé le 22 décembre 2000 – nommé archevêque coadjuteur de Daegu {Taegu} le 3 février 2006)
- Broderick Soncuaco Pabillo (en) (nommé le 24 mai 2006 – nommé vicaire apostolique de Taytay le 29 juin 2021)
- Mark Anthony Eckman (en) (nommé le 5 novembre 2021 – )[17].